# The Beach Boys: An American Family
The Beach Boys: An American Family es una película estadounidense dirigida por Jeff Bleckner, escrita por Kirk Ellis y emitida por primera vez el 27 de febrero de 2000 , en la cual se narra parte de la biografía del grupo californiano The Beach Boys, comenzando en 1960 en Hawthorne (California), y termina con la "reencarnación" del grupo después de su exitoso álbum de compilación Endless Summer en los años 1970.
La película se emitió en dos partes en ABC Television, y contó con una buena cantidad de material original de estudio como también material de sesión de la banda, que forma el telón de fondo de la historia. Música que no podían ser objeto de licencia para la producción, pero era importante para la historia, como las sesiones del álbum Smile. Para la música de Charles Manson se hicieron grabaciones nuevas hechas para el momento, con reminiscencias de las grabaciones originales.
En el año 2000 Brian Wilson comentó sobre la película: "No me gustó, pensé que era de mal gusto ... y que apesta, pensé que apestaba". Yendo más lejos: "No me gustó la segunda parte. No era realmente fiel a cómo fueron los hechos. Me gustaría ver otra película si se hace bien. Pero yo le di la espalda a ésta, o mi otra mejilla, o como quieras llamarlo. Era mejor ignorarla porque realmente no era fiel a los hechos".

## Sinopsis
Advertencia, esta sección puede contener partes de la trama que quizás no quieras saber.
La película empieza con una pequeña charla entre David Marks y Carl Wilson, en el barrio de los hermanos Wilson, Hawthorne (California) en 1960. La historia narra los comienzos más remotos del grupo: sus registros hogareños, la grabación de "Surfin'" en los estudios de Morgan (amigo de Murry Wilson, padre de los chicos), con Mike Love en voz, Al Jardine en apoyo vocal y contrabajo, Brian Wilson en apoyo vocal y percusión, Dennis Wilson apoyo vocal, Carl Wilson en guitarras, el argumento sigue con las charlas entre el productor del grupo Murry y Nick Venet para conseguir un contrato con Capitol y así hacer su segundo sencillo y su primer álbum, luego sigue la partida de Al Jardine, el ingreso de David Marks. Luego se centra mucho en las situaciones internas de The Beach Boys, sin dejar de lado las sesiones de grabación.
En las sesiones de "Be True to Your School"  Murry se comienza a poner muy exigente, y algo "denso" según los miembros de la banda, Mike le pide a Brian que lo eche de la producción del grupo, cosa que este no hace. Pero más tarde todo se torna peor, y durante las sesiones de "I Get Around", con un Brian más cansado, su padre le exige más, y Brian termina echándolo de la producción del grupo. Poco después de este episodio Brian sufre un ataque de nervios en un avión de camino a una gira.
Después de muchos recitales que dan los Beach Boys, en uno, Brian Wilson tiene un ataque en un oído, lo que hace que se aleje de los escenarios por más de quince años, en su reemplazo aparece el sexto beach boy, Bruce Johnston, y así Brian se queda en el estudio, para producir mejores composiciones, pero pronto comienza a innovar en algunos aspectos. Esa innovación llega a experimentar con un álbum "conceptual", basado en la música de orquesta de Phil Spector, Brian comienza a grabar el instrumental de "Wouldn't It Be Nice". Cuando la banda con Brian comienza a grabar las voces para la canción, Brian le exige al grupo, y el grupo (más que nada Mike Love), le recriminan que ese álbum es compuesto solo por él y que tiene un sonido muy raro, pero justo cuando estalla la discusión, aparece Carl Wilson para solucionar y arreglar todo, la banda termina grabando Pet Sounds. Sin embargo los empresarios de Capitol Records le recriminan a Brian de que el álbum es poco comercial, curiosamente, Mike, quien estuvo en contra en el momento de la grabación del disco, los convencen para publicarlo. Luego de Pet Sounds, Brian le dice a Mike que tiene que separarse un poco del grupo para "buscar ideas frescas" con sus "nuevos amigos", Mike le reprocha que esos no son sus amigos y que ellos se quieren aprovechar de él. En esos momentos Brian prueba todo tipo de sustancias, marihuana, hachís, LSD, etc. A partir de aquí Brian comienza un proyecto de álbum nuevo, llamado SMiLE, para ello grabó todo tipo de sonidos, y las mezcló con canciones (de muy poca coherencia), pero debido al escaso apoyo de la banda termina por cancelar el proyecto, ya al borde del colapso mental.
Llegando a finales de la década de 1960, Dennis Wilson se topa por casualidad a un par de chicas, eran del clan de Manson, y así traba amistad con Charles. Al poco tiempo Dennis se da cuenta de que Manson no es un buen amigo, y en una sesión de estudio se pelea con casi todos los miembros de la banda, en desahogo le pega un puñetazo a un vidrio. En 1973 muere el padre de los Wilson, Murry, en el funeral no asistieron ni Brian ni Dennis, y Nick Venet le comenta a Carl Wilson que tiene planes para la banda, ello es, sacar un álbum compilatorio con grandes canciones, Mike lo llama Endless Summer, el álbum se vende con mucho éxito, llegando a la certificación de triple platino, es el regreso de The Beach Boys a las giras masivas.
La película termina informando sobre el presente de cada miembro de la banda.

## Reparto
- Ryan Northcott - Carl Wilson
- Dublin James - David Marks
- Kevin Dunn - Murry Wilson
- Fred Weller - Brian Wilson
- Alley Mills - Audree Wilson
- Nick Stabile - Dennis Wilson
- Matt Letscher - Mike Love
- Emmanuelle Vaugier - Suzanne Love
- Ned Vaughn - Al Jardine
- Jad Mager - Nick Venet
- Trevor St. John- Jan Berry
- Jacob Young- Dean Torrence
- David Polcyn - Phil Spector
- Eric Matheny - Chuck Britz
- Anthony Rapp - Van Dyke Parks
- Jesse Caron - Bruce Johnston
- Amy Van Horne - Marilyn Wilson
- Harris Laskaway - Voyle Gilmore
- Clay Wilcox - Tommy Schaeffer
- Erik Passoja - Charles Manson
- Tera Hendrickson - Carol Kaye
- James Intveld - Hal Blaine
- Jessica Shannon - Concert Girl
- Elliot Kendall - Glen Campbell
- Jim Laspesa - Larry Knechtel
- Steve Stanley - Barney Kessel

## Premios
The Beach Boys: An American Family fue nominada en nueve categorías de diferentes entregas de premios.
La película ganó tres de esas 8 categorías que estaba nominada se enumeran a continuación las categorías en donde la película fue nominada:
- 2000
  - Emmy Award
    - Miniserie sobresaliente
    - Single-Camera Picture Editing For A Mini-series, Movie Or A Special
    - Single-Camera Sound Mixing For A Mini-series Or A Movie

  - Artios Awards
    - Best Casting for TV Mini-Series

- 2001
  - Eddie Awards
    - Best Edited Miniseries or Motion Picture for Commercial Television (ganador)

  - Excellence in Production Design Awards
    - Best Television Movie or Mini-Series

  - C.A.S. Awards
    - Outstanding Achievement In Sound Mixing For A Television Movie-of-the-Week, Mini-Series (ganador)

  - DGA Awards
    - Outstanding Directorial Achievement In Movies For Television (ganador)

  - Golden Satellite Awards
    - Mejor Mini-series

## Banda sonora
- "Wouldn't It Be Nice"
- "Surfin'"
- "Surfin' Safari"
- "Surfin' USA"
- "Surf City" (Jan & Dean)
- "Surfer Girl"
- "In My Room"
- "Be True To Your School"
- "Little Deuce Coupe"
- "I Get Around"
- "Don't Worry Baby"

- "I Live For The Sun" (The Sunrays)

- "God Only Knows"
- "Good Vibrations"
- "Add Some Music To Your Day"
- "Fun fun fun"